# Anna Bilińska-Bohdanowicz
Anna Bilińska-Bohdanowicz (Zlotopole, Ucraïna, 1857-Varsòvia, Polònia, 1893) va ser una pintora polonesa molt coneguda pels seus retrats.

## Biografia
Era filla d'un metge polonès establert a Ucraïna, on va passar la seva infantesa. Abans de residir a Varsòvia, a partir de 1875, on va estudiar música i art, va viure amb el seu pare a Kíev.
L'any 1882 va acompanyar a la seva amiga malalta, Klementyna Krassowska, a un viatge per Múnic, Salzburg, Viena i el nord d'Itàlia. Durant aquest temps va visitar museus i galeries d'art contemporani. Més tard, però en aquest mateix any, va marxar a estudiar a Paris, a la Académie Julian (sota la direcció de Rodolphe Julian i Tony Robert-Fleury).
El 1883 es va matricular a la classe d'Olivier Merson, on va ser molt bé valorada pels seus professors, guanyant en aquest mateix any el segon premi en un concurs organitzat per la Académie Julian, motiu pel qual continuà allí els seus estudis.
El 1884 va morir el seu pare i en aquest moment va haver de començar a guanyar-se la vida fent classes de dibuix i venent els seus quadres. Amb el temps va deixar de pagar les classes que rebia de Rodolphe Julian i va començar a treballar en el seu taller, arribant a estar en la direcció de l'acadèmia. A la pena que va suposar el quedar-se òrfena es va sumar la mort en 1884 d'una de les seues millors amigues, Klementyna Krassowska, i l'any següent la del nuvi de la mateixa Anna, Wojciech Grabowski, amb qui convivia des de 1882 quan va coincidir amb ell en l'Acadèmia de Viena, durant un dels seus viatges. Això va deixar a l'artista en un greu estat depressiu, pel que es va traslladar a Pourville-els Bains a Normandia, on a la fi de 1885 i 1886 va passar uns mesos sota la cura de la seva amiga, la pintora María Gażycz.
Va residir a França fins al 1892, any en el qual es casà amb el metge Anthony Bohdanowicz, cognom que va prendre Anna.
Després del seu matrimoni va tornar a Varsòvia, on Anna Bilińska tenia la intenció d'obrir una escola de pintura per a dones a la capital de Polònia, intentant imitar les pràctiques de les acadèmies parisenques, però un any després Anna va morir d'un atac al cor.

## La seva obra
Anna Bilińska pintava a l'oli, pintura al pastel i aquarel·les per crear retrats, natura morta, escenes de gènere i paisatges a l'estil del realisme europeu. Va dominar brillantment els fonaments de la tècnica de la pintura. També va fer esbossos per a composicions històriques i bíbliques, obres que va crear en la seva joventut.
Les obres de la seva maduresa són principalment retrats i estudis de retrats de diversos tipus ètnics, temàtica en voga en aquest moment, entre els quals destaquen: Cap d'un serbi (1884) o Vell amb un llibre (1890s).
Va començar a exposar les seves obres en la Societat per al Foment de les Belles arts (Zachéta) l'any 1876 i des d'aquest moment va obtenir elogis de la crítica.
Va debutar en el Saló parisenc amb un retrat de dona l'any 1884 i en 1885 va rebre un esment honorífic per un dibuix a carbó presentat en l'exposició “Noir et Blanc”.

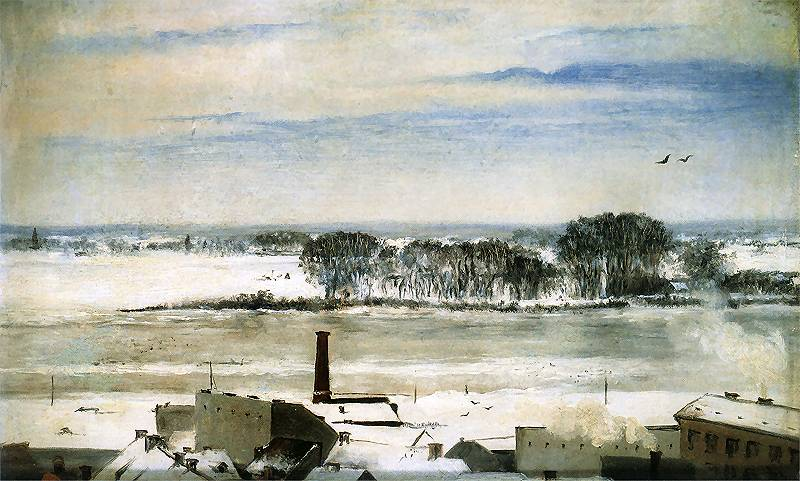
”Vista des del Conservatori”, 1877. Museu Nacional de Varsòvia
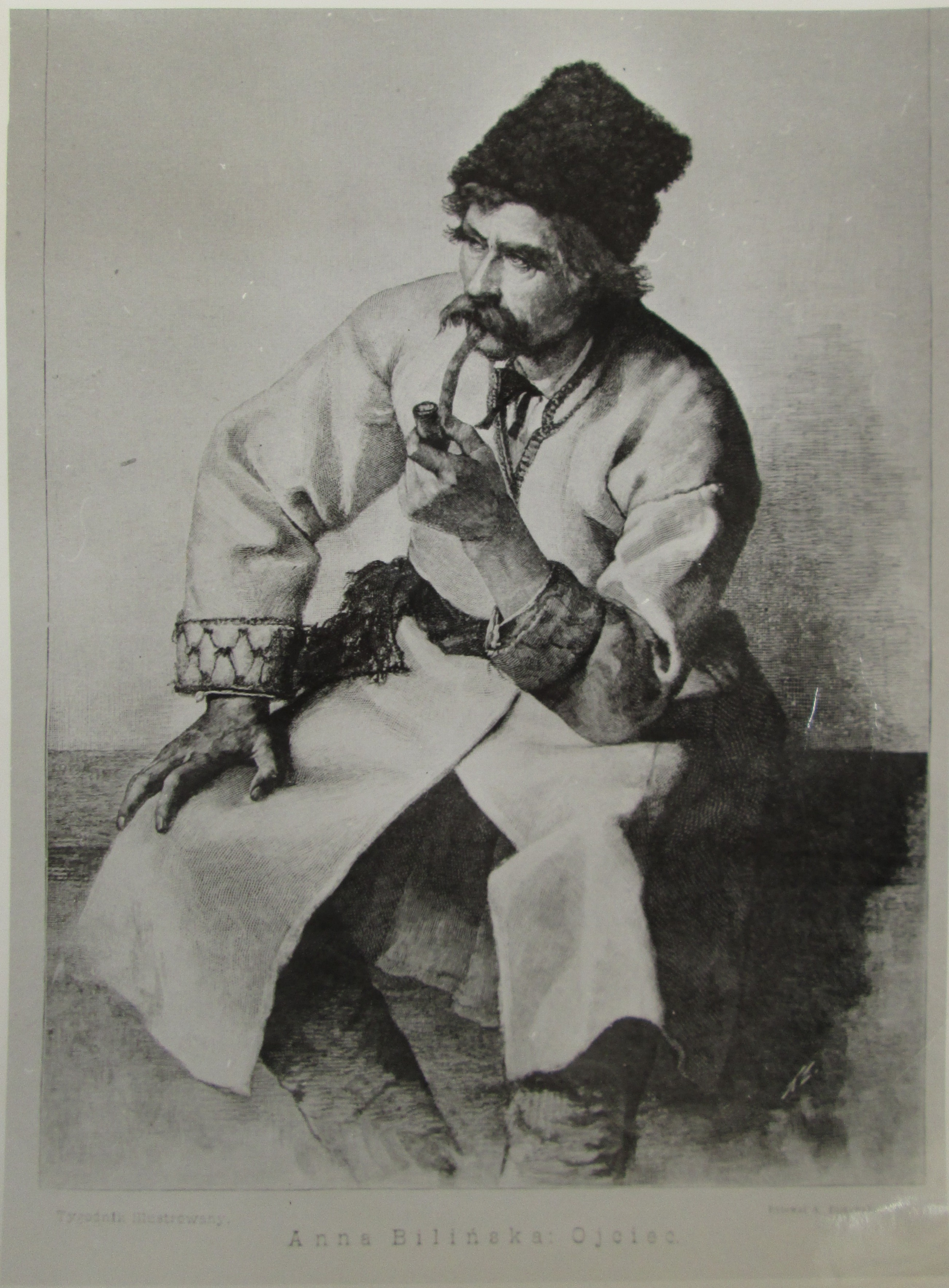
El pare d'Anna Bilińska-Bohdanowicz, 1880
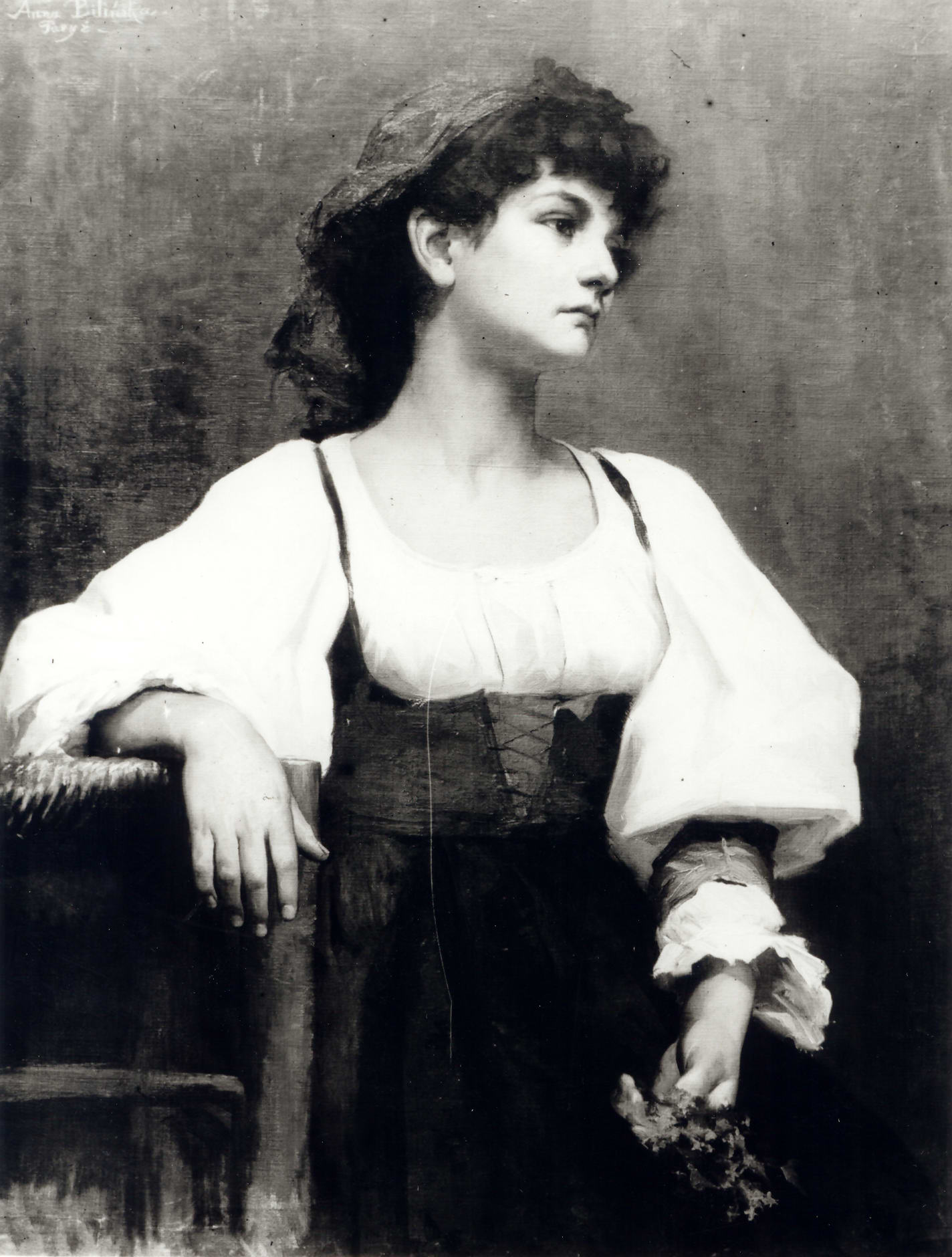
Dona italiana”. Obra robada pels alemanys durant la Segona Guerra Mundial
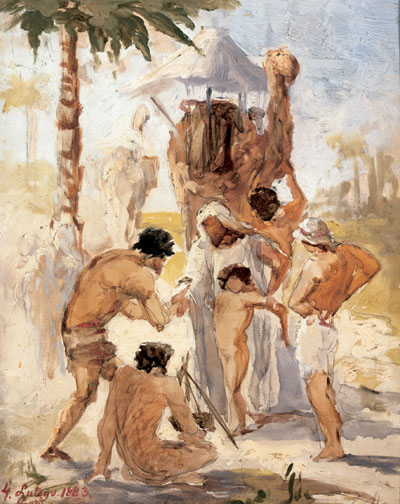
Joseph venut pels seus germans, 1883. Museu Nacional de Varsòvia
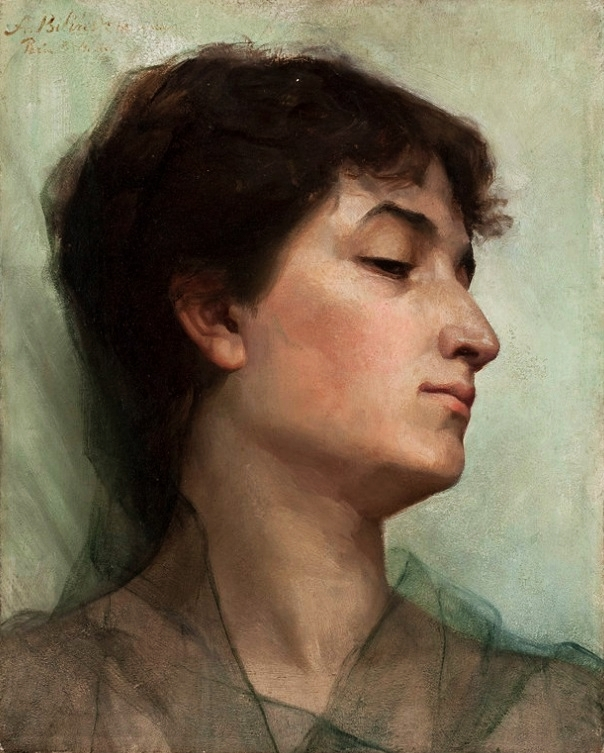
”Estudis d'una jove”, 1884. Museu Nacional de Varsòvia
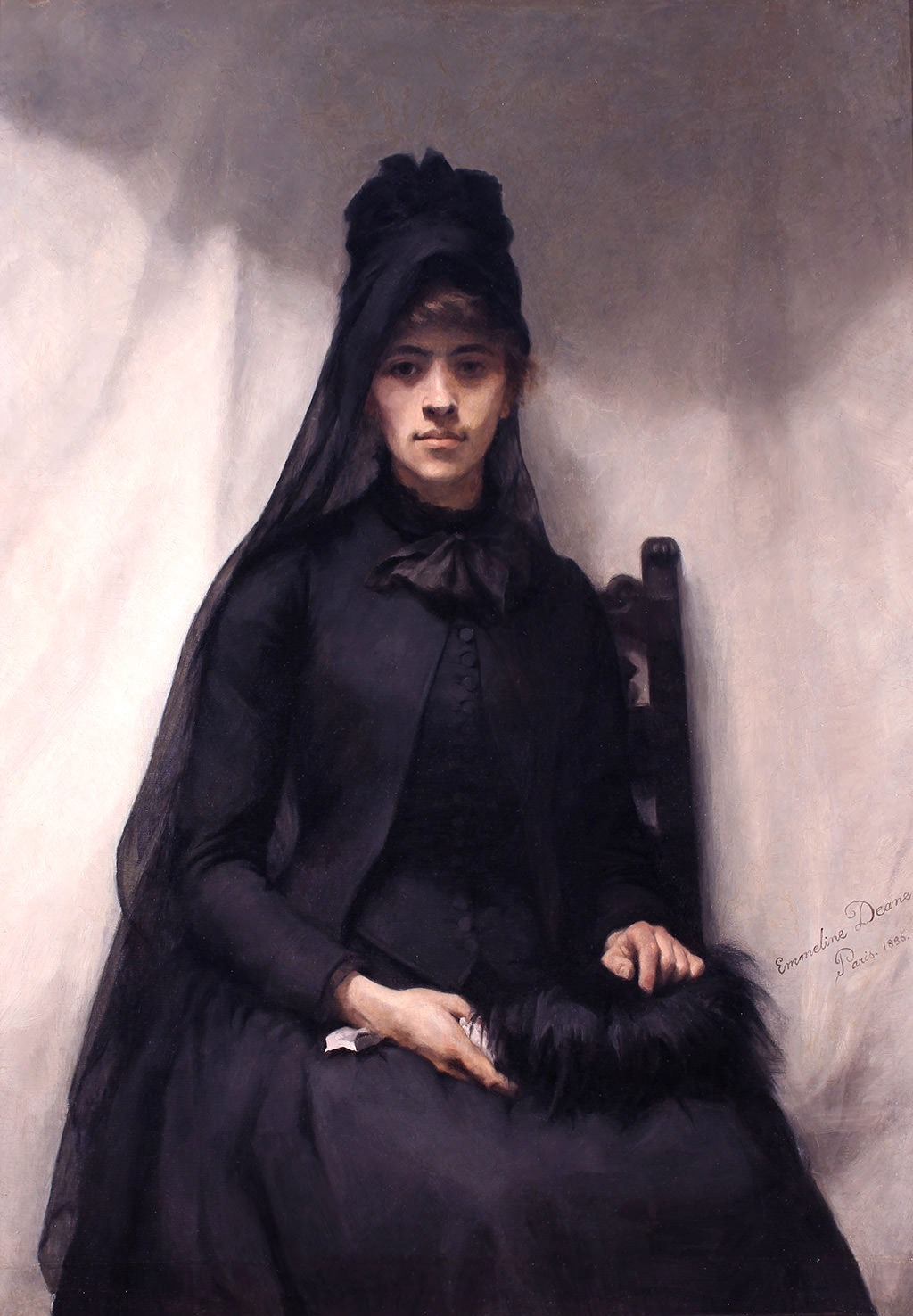
Retrat d'Anna Bilińska per Emmeline Deane, 1884. Victoria Art Gallery
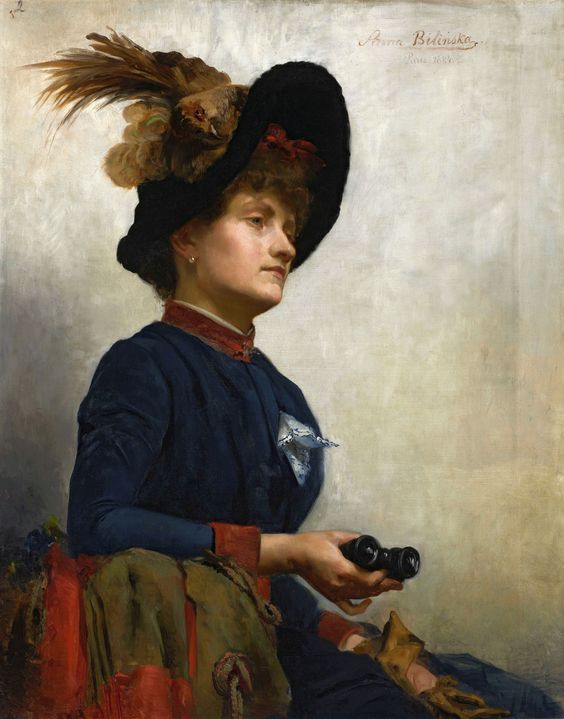
”Retrat d'una dama amb binoculars, 1884. Museu Nacional de Varsòvia
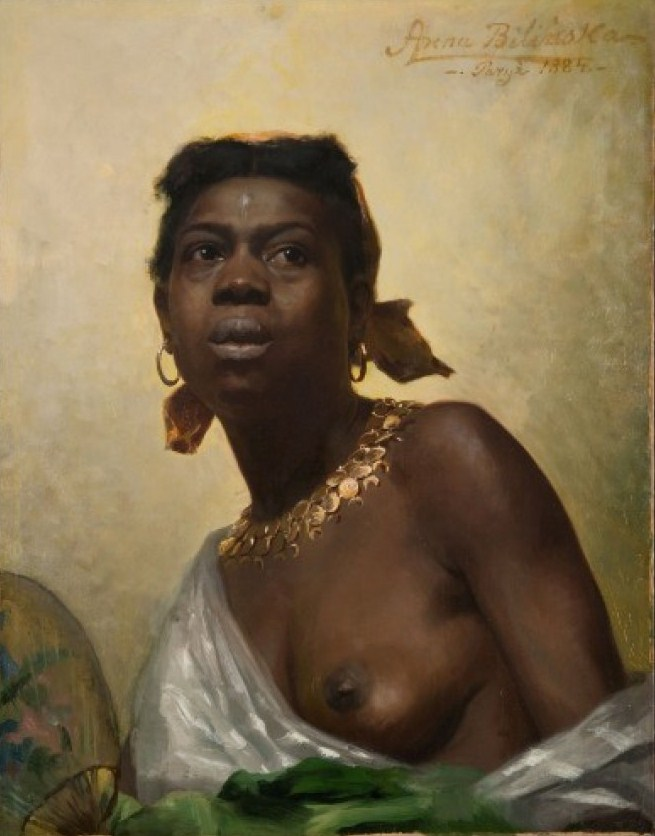
Una negra, 1884. Obra robada pels alemanys durant la Segona Guerra Mundial, es va trobar en 2012.
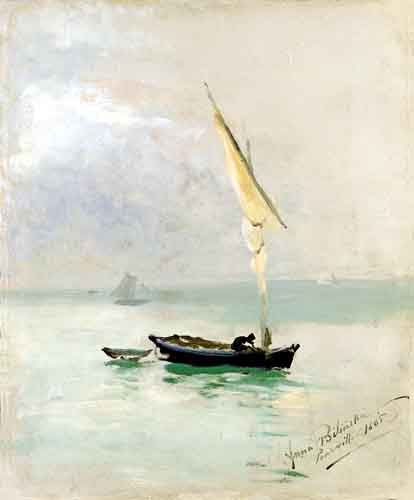
Veler en Pourville, 1885.
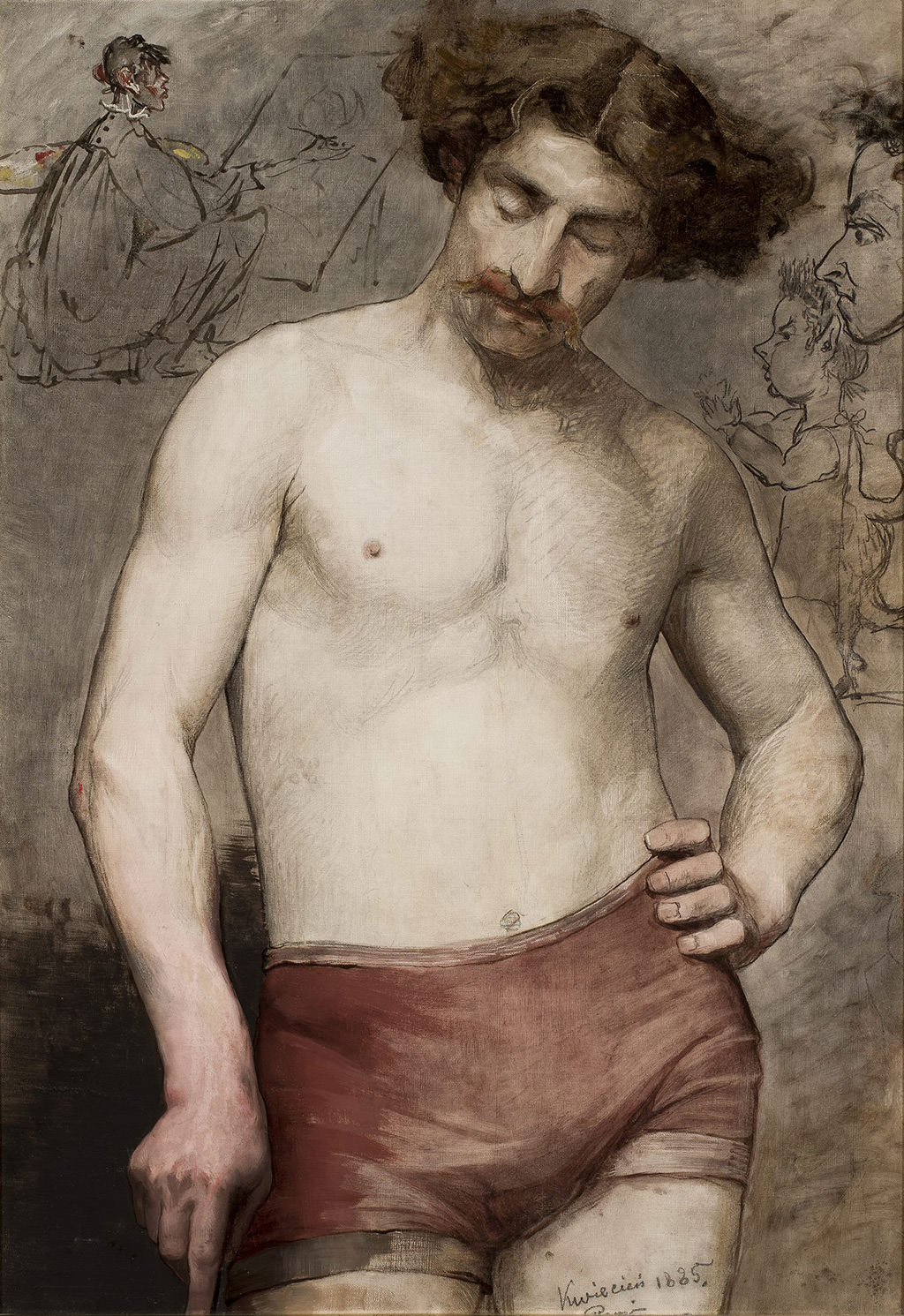
”Retrat de nom mitjà nu”, 1885. Museu Nacional de Varsòvia
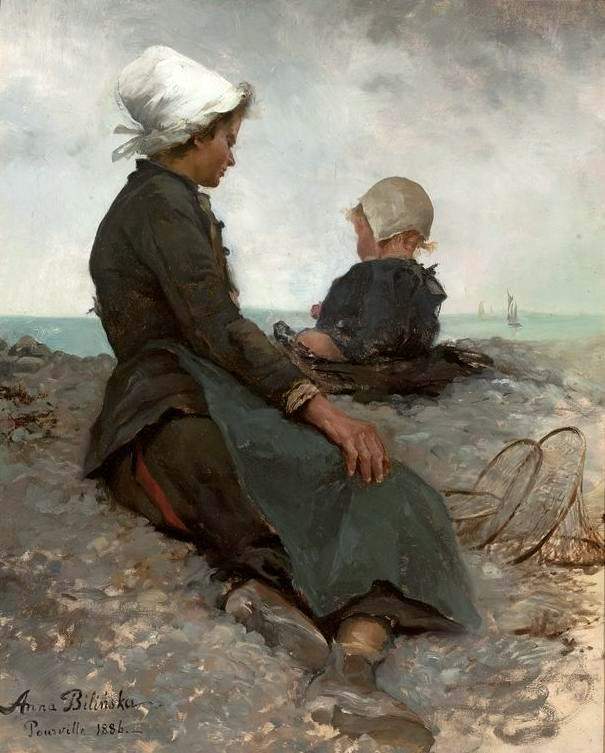
”Arran de mar”, 1886. Museu Nacional de Varsòvia
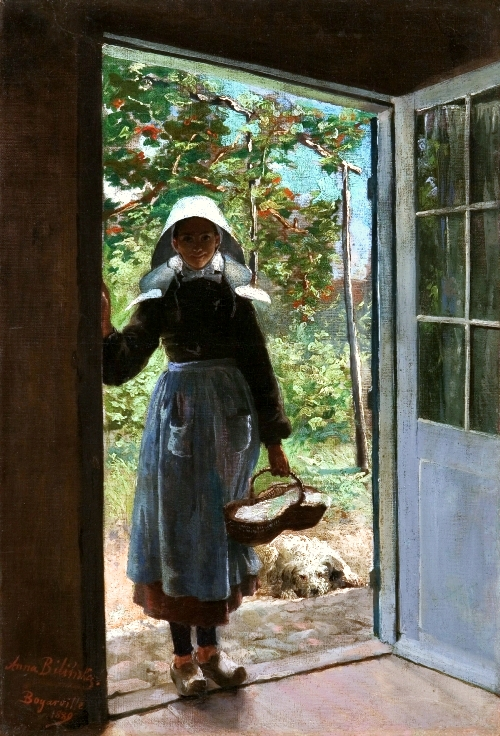
”Dona bretona dempeus en una porta”, 1889. Museu Nacional de Wrocław
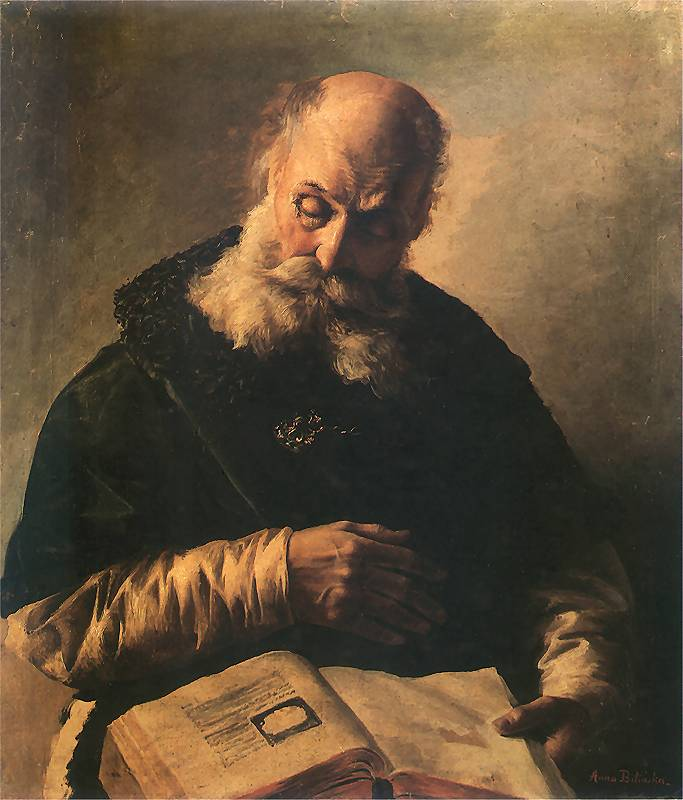
Home Vell amb un llibre, Galeria Municipal d'Art de Leópolis
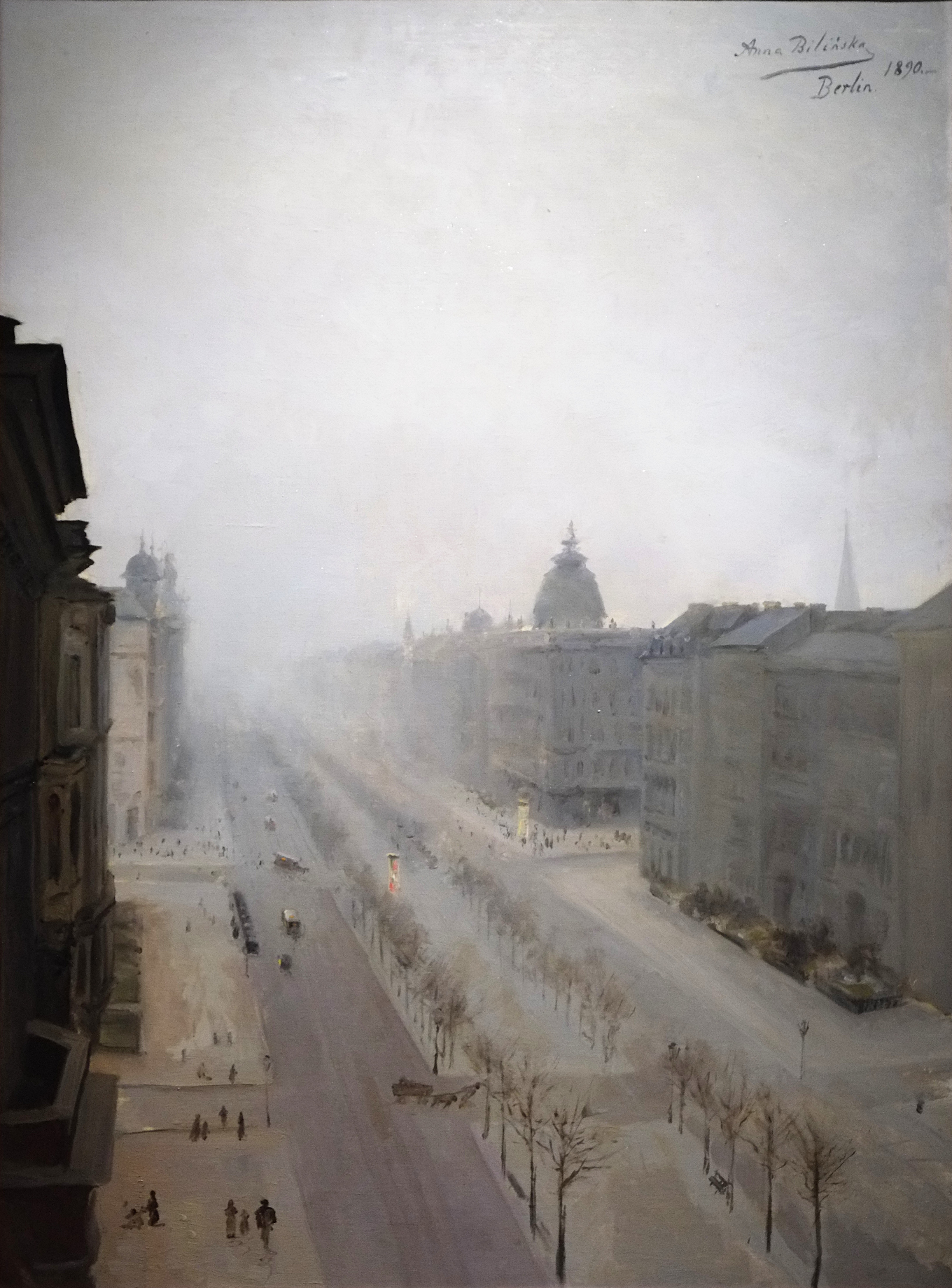
El carrer Unter den Linden de Berlín, 1890. Museu Nacional de Varsòvia
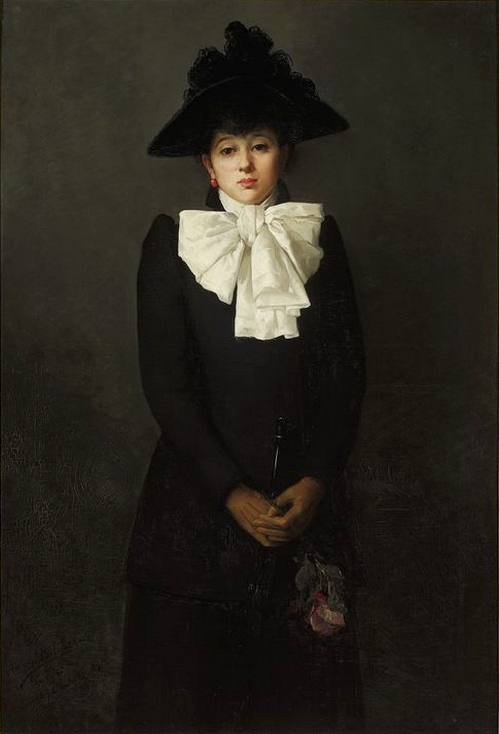
Retrat d'una dona jove sostenint una rosa (Retrat de la senyoreta R.), 1892. Museu Nacional de Varsòvia
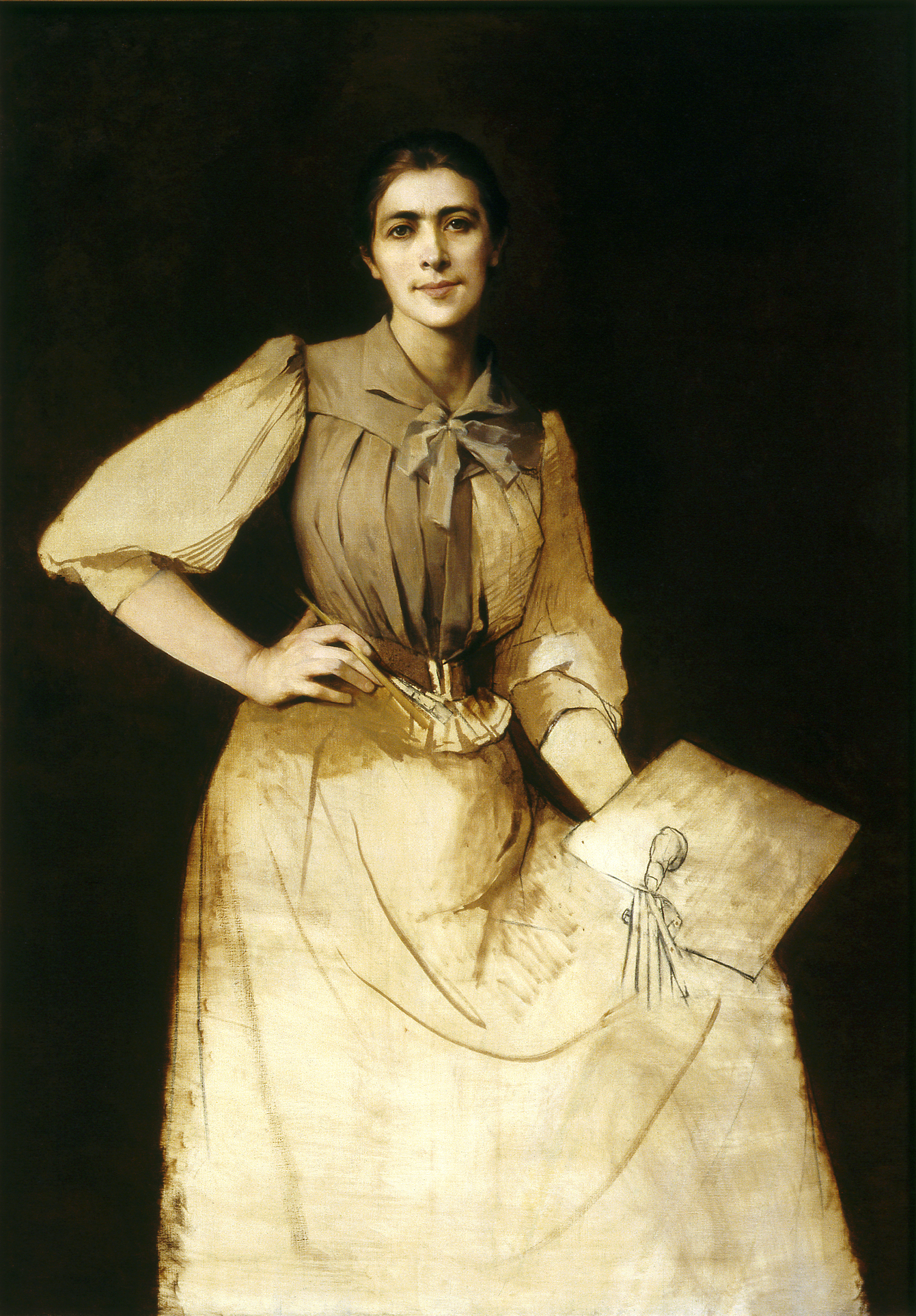
“Autoretrat“, sense acabar, 1892. Museu Nacional de Varsòvia